# Bob Skilton
Robert John (Bob) Skilton est un joueur de football australien, né le 8 novembre 1938. Il a joué pour les Sydney Swans et le Victoria entre 1956 et 1971.

## Biographie
Il fut un des quatre joueurs à gagner la Brownlow Medal trois fois, en 1959 quand il fut associé avec Verdun Howell, puis en 1963 et 1968. Ce trophée est octroyé au « best and fairest player », c'est-à-dire au meilleur joueur n'ayant pas connu de suspension pour inconduite ou pour non-respect des règles.
Jack Dyer le considéra comme meilleur que Haydn Bunton, Sr et à égalité avec Dick Reynolds, faisant de lui un des meilleurs joueurs de l'histoire du jeu.
Skilton débuta dans la catégorie senior à l'âge de 17 ans durant la manche cinq de 1956 et joua jusqu'à 237 matches pour les Bloods (surnom des joueurs de South Melbourne) avant de se retirer en 1971, ce qui fut un record pour l'époque. Il marqua 412 buts durant cette période et fut le meilleur marqueur de but du club sur trois occasions. Surnommé 'Chimp', il fit preuve d'un grand courage et de détermination et devint bien connu pour donner un maximum d'effort en tout temps. 
Mesurant seulement 171 cm, Skilton était particulièrement rapide et un très bon défenseur, se permettant d'esquiver les opposants quand cela s'avérait nécessaire. Il ne fut jamais timide pour attaquer la balle, cependant, et durant ses 16 années de carrière il souffrit de multiples blessures, dont une commotion cérébrale, un nez brisé à quatre reprises, un poignet brisé trois fois et 12 fois l'œil poché.
C'est son apparition sur la couverture du The Sun News-Pictorial en 1968 avec deux yeux pochés qui lui permit d'avoir la Médaille Douglas Wilkie. Les yeux pochés sont une conséquence de nombreuses blessures faciales, qui inclut notamment de nombreuses fractures aux pommettes, provoqué par des contacts les semaines précédentes avec Ken Greenwood, son coéquipier John Rantall et aussi Len Thompson.
Il ne put jouer la saison 1969 de la VFL à cause d'une fracture du talon d'Achille lors d'un match de préparation de pré-saison contre le club de SANFL, Port Adelaide.
Une de ses plus grosses qualités est de pouvoir taper dans le ballon des deux pieds, talent développé sous l'insistance de son père Bob Skilton senior, un champion d'athlétisme. Pour développer cette possibilité, il s'entraîne face à un mur pendant des heures, tapant d'un pied, captant le rebond puis tapant ensuite de l'autre pied. On ne pouvait déterminer s'il était droitier ou gaucher: il est plus précis du gauche mais plus long et puissant avec le pied droit.
Choisi pour représenter son État dans 25 jeux, Skilton fut le capitaine de l'équipe de Victoria en 1963 et en 1965. L'inconvénient de sa carrière fut le manque de succès de son club. Il raconta souvent qu'il aurait bien échanger une de ses Médailles Brownlow pour un championnat ou avoir au moins la chance de jouer un Grand Final, et le sommet de sa carrière arriva quand se produisit la seule occasion où  South Melbourne joua les play off 1970 (sous le grand Norm Smith), finissant quatrième après avoir perdu la première demi-finale contre St Kilda football club.
Après seize ans à South Melbourne, dont deux ans comme entraineur joueur en 1965-66 et 9 club best and fairest awards, Skilton joua alors pour l'équipe de son enfance, Port Melbourne dans le championnat Victorian Football Association (VFA) et plus tard entraina le Melbourne Football Club de 1974 à 1977, avec comme meilleur résultat la place de sixième. Depuis, Skilton a été honoré en étant désigné comme le capitaine du siècle des Sydney Swans, et un des joueurs de l'équipe du siècle de l'Australian Football League (AFL). Il fut aussi le joueur représenté sur la couverture de la brochure de timbres représentant les Swans réalisée par Australia Post pour fêter le centenaire de la  VFL/AFL.
Skilton fit un discours dans les présentations d'après match lors de la Grande Finale 2005 à la suite de la première victoire de son équipe en 72 ans.